# Romualda Bregier-Jarzębowska
Romualda Bregier-Jarzębowska (ur. 18 kwietnia 1964 w Kutnie) − polska chemik, doktor habilitowany nauk chemicznych specjalizująca się w chemii bionieorganicznej, chemii koordynacyjnej oraz  chemii nieorganicznej. Kierownik Studiów Podyplomowych Chemia dla Nauczycieli Uniwersytetu im. Adama Mickiewicza w Poznaniu i przewodnicząca Okręgu Poznańskiego Olimpiady Chemicznej.

## Kariera zawodowa
W 1990 ukończyła studia na wydziale Chemii UAM z tytułem magistra. W 1999 obroniła doktorat, a w 2015 habilitowała się.

## Najważniejsze publikacje
- R. Bregier-Jarzebowska, Complexes of copper(II) with L-aspartic acid in systems with tetramines and non-covalent interactions between bioligands, J. Coord. Chem., 66 (2013) 1287-1302.
- R. Bregier-Jarzebowska, A. Gasowska, L. Lomozik, Interactions of histone amino acid: lysine with copper(II) ions and adenosine 5′-triphosphate as well as in a metal-free system, J. Coord. Chem., 67 (2014) 45-56.
- R. Bregier–Jarzebowska, Mixed-ligand complexes of copper(II) ions with L-glutamic acid in the systems with triamines and non-covalent interaction between bioligands in aqueous solution, Open Chemistry, 13 (2015) 113-124.
- R. Bregier-Jarzebowska, K. Malczewska-Jaskóła, W. Jankowski, B. Jasiewicz, M. Hoffmann, A. Gasowska, R. Jastrząb, Experimental and quantum-chemical studies of anabasine complexes with copper(II) and zinc(II) ions, Polyhedron 85 (2015) 841-848.
- R. Bregier-Jarzebowska, A. Gasowska, S. K. Hoffmann, L. Lomozik, Interactions of Diamines with Adenosine-5’-triphosphate (ATP) in the Systems Including Copper(II) Ions, J. Inorg. Biochem., 162 (2016) 73-82.
- Jastrząb, R. Bregier-Jarzębowska, R. Kaczmarek, M. T. & Nowak, M. (2018). Poligon rachunkowy dla chemików. Zbiór zadan z podstaw chemii. PWN.